# Kjellfrid Brusveen
Kjellfrid Brusveen, gebürtig Gutubakken (* 23. November 1926 in Fåberg; † 3. Januar 2009 in Lillehammer) war eine norwegische Skilangläuferin.
Brusveen, die für den Fåberg IL startete, belegte bei den Nordischen Skiweltmeisterschaften 1954 in Falun den 17. Platz über 10 km und den vierten Platz mit der Staffel. Im selben Jahr gewann sie das Monolittrennet. Im folgenden Jahr lief sie bei den Svenska Skidspelen in Stockholm auf den dritten Platz über 10 km. Bei ihrer einzigen Olympiateilnahme im Jahr 1956 in Cortina d’Ampezzo kam sie auf den zehnten Platz über 10 km und erneut auf den vierten Rang mit der Staffel. Bei norwegischen Meisterschaften gewann sie von 1954 bis 1957 viermal in Folge den 10-km-Lauf.